# Izpeljava Schwarzschildove rešitve
Schwarzschildova metrika opisuje prostor-čas pod vplivom masivnega, nevrtečega in sfernosimetričnega telesa. Velja za eno od najpreprostejših in uporabnih rešitev Einsteinovih enačb polja v splošni teoriji relativnosti.

## Privzetki in zapis
Delo v koordinatnem diagramu s koordinatami {\displaystyle \left(r,\theta ,\phi ,t\right)\!\,}, označenimi z 1 do 4, se začne z metriko v njeni najbolj splošni obliki (10 neodvisnih komponent, od katerih je vsaka gladka funkcija 4 spremenljivk ). Predpostavlja se, da je rešitev sfernosimetrična, statična in vakuumska. Za namene tega članka so te predpostavke lahko navedene na naslednji način (za točne definicije glej ustrezne povezave):
1. sfernosimetrični prostor-čas je tisti, ki je nespremenljiv glede na vrtenja in zajemanje zrcalne slike.
2. statični prostor-čas je tisti, v katerem so vse metrične komponente neodvisne od časovne koordinate {\displaystyle t\!\,} (tako da je {\displaystyle {\tfrac {\partial }{\partial t}}g_{\mu \nu }=0\!\,}) in je geometrija prostora-časa nespremenjena pod časovnim obratom {\displaystyle t\rightarrow -t\!\,}.
3. vakuumska rešitev je tista, ki izpolnjuje enačbo {\displaystyle T_{ab}=0\!\,}. Iz Einsteinovih enačb polja (z ničelno kozmološko konstanto {\displaystyle \Lambda \!\,}) to implicira, da je {\displaystyle R_{ab}=0\!\,}, ker kontrakcija {\displaystyle R_{ab}-{\tfrac {R}{2}}g_{ab}=0\!\,} daje {\displaystyle R=0\!\,}.
4. uporabljena metrična signatura je po dogovoru {\displaystyle (+---)\!\,}.

## Diagonalizacija metrike
Prva poenostavitev, ki jo je treba narediti, je diagonalizacija metrike. Pod koordinatno transformacijo {\displaystyle (r,\theta ,\phi ,t)\rightarrow (r,\theta ,\phi ,-t)\!\,} morajo vse metrične komponente ostati enake. Metrične komponente {\displaystyle g_{\mu 4}\!\,} ({\displaystyle \mu \neq 4\!\,}) se pod to transformacijo spremenijo kot:
{\displaystyle g_{\mu 4}'={\frac {\partial x^{\alpha }}{\partial x^{'\mu }}}{\frac {\partial x^{\beta }}{\partial x^{'4}}}g_{\alpha \beta }=-g_{\mu 4},\qquad (\mu \neq 4)\!\,.}
Ker pa se pričakuje {\displaystyle g'_{\mu 4}=g_{\mu 4}\!\,} (metrične komponente ostanejo enake), to pomeni, da je:
{\displaystyle g_{\mu 4}=\,0,\qquad (\mu \neq 4)\!\,.}
Podobno koordinatni transformaciji {\displaystyle (r,\theta ,\phi ,t)\rightarrow (r,\theta ,-\phi ,t)\!\,} in {\displaystyle (r,\theta ,\phi ,t)\rightarrow (r,-\theta ,\phi ,t)\!\,} dajeta:
{\displaystyle g_{\mu 3}=\,0,\qquad (\mu \neq 3)\!\,,}
{\displaystyle g_{\mu 2}=\,0,\qquad (\mu \neq 2)\!\,.}
Če se vse to združi, izhaja:
{\displaystyle g_{\mu \nu }=\,0,\qquad (\mu \neq \nu )\!\,}
in zato mora imeti metrika obliko:
{\displaystyle \operatorname {d} s^{2}=\,g_{11}\,\operatorname {d} r^{2}+g_{22}\,\operatorname {d} \theta ^{2}+g_{33}\,\operatorname {d} \phi ^{2}+g_{44}\,\operatorname {d} t^{2}\!\,,}
kjer so štiri metrične komponente neodvisne od časovne koordinate {\displaystyle t\!\,} (po statičnem privzetku).

## Poenostavitev komponent
Na vsaki hiperploskvi s konstantnim časom {\displaystyle t\!\,}, konstantnima koordinatama {\displaystyle \theta \!\,} in {\displaystyle \phi \!\,} (tj. na vsaki radialni črti), mora biti {\displaystyle g_{11}\!\,} odvisna le od koordinate {\displaystyle r\!\,} (zaradi sferne simetrije). Zato je {\displaystyle g_{11}\!\,} funkcija ene spremenljivke:
{\displaystyle g_{11}=A\left(r\right)\!\,.}
Podoben argument, uporabljen za {\displaystyle g_{44}\!\,}, kaže, da je:
{\displaystyle g_{44}=B\left(r\right)\!\,.}
Na hiperploskvah s konstantnim časom {\displaystyle t\!\,} in konstantno koordinato {\displaystyle r\!\,} se zahteva, da je metrika 2-sfere:
{\displaystyle \operatorname {d} l^{2}=r_{0}^{2}(\operatorname {d} \theta ^{2}+\sin ^{2}\theta \,\operatorname {d} \phi ^{2})=r_{0}^{2}\operatorname {d} \Omega ^{2}\!\,.}
Izbira ene od teh hiperploskev (na primer tiste s polmerom {\displaystyle r_{0}\!\,}), metričnih komponent, omejenih na to hiperploskev (ki se jo označi z {\displaystyle {\tilde {g}}_{22}\!\,} in {\displaystyle {\tilde {g}}_{33}\!\,}), bi morala biti nespremenjena pri vrtenjih skozi {\displaystyle \theta \!\,} in {\displaystyle \phi \!\,} (spet po sferni simetriji). Primerjava oblik metrike na tej hiperploskvi daje:
{\displaystyle {\tilde {g}}_{22}\left(\operatorname {d} \theta ^{2}+{\frac {{\tilde {g}}_{33}}{{\tilde {g}}_{22}}}\,\operatorname {d} \phi ^{2}\right)=r_{0}^{2}\operatorname {d} \Omega ^{2}\!\,,}
od koder takoj sledi:
{\displaystyle {\tilde {g}}_{22}=r_{0}^{2}\!\,} in {\displaystyle {\tilde {g}}_{33}=r_{0}^{2}\sin ^{2}\theta \!\,.}
Toda to mora veljati za vsako hiperploskev in zato:
{\displaystyle g_{22}=\,r^{2}\!\,} in {\displaystyle g_{33}=\,r^{2}\sin ^{2}\theta \!\,.}
Alternativni intuitivni način, da se vidi, da morata {\displaystyle g_{22}\!\,} in {\displaystyle g_{33}\!\,} biti enaki, ker kot za ravni prostor-čas raztezanje ali stiskanje elastične snovi v sfernosimetričnem načinu (radialno) ne bo spremenilo kotne razdalje med dvema točkama.
Tako se lahko metriko zapiše v obliki:
{\displaystyle \operatorname {d} s^{2}=A\left(r\right)\operatorname {d} r^{2}+r^{2}\operatorname {d} \Omega ^{2}+B\left(r\right)\operatorname {d} t^{2}\!\,}
z {\displaystyle A\!\,} in {\displaystyle B\!\,} kot še nedoločenima funkcijama koordinate {\displaystyle r\!\,}. Če sta v kakšni točki {\displaystyle A\!\,} ali {\displaystyle B\!\,} enaki nič, bo v tej točki metrika singularna.

## Izračun Christoffelovih simbolov
Z uporabo zgornje metrike se najde Christoffelove simbole, kjer so indeksi {\displaystyle (1,2,3,4)=(r,\theta ,\phi ,t)\!\,}. Znak {\displaystyle '} označuje totalni odvod funkcije.
{\displaystyle \Gamma _{ik}^{1}={\begin{bmatrix}A'/\left(2A\right)&0&0&0\\0&-r/A&0&0\\0&0&-r\sin ^{2}\theta /A&0\\0&0&0&-B'/\left(2A\right)\end{bmatrix}}\!\,,}
{\displaystyle \Gamma _{ik}^{2}={\begin{bmatrix}0&1/r&0&0\\1/r&0&0&0\\0&0&-\sin \theta \cos \theta &0\\0&0&0&0\end{bmatrix}}\!\,,}
{\displaystyle \Gamma _{ik}^{3}={\begin{bmatrix}0&0&1/r&0\\0&0&\operatorname {ctg} \theta &0\\1/r&\operatorname {ctg} \theta &0&0\\0&0&0&0\end{bmatrix}}\!\,,}
{\displaystyle \Gamma _{ik}^{4}={\begin{bmatrix}0&0&0&B'/\left(2B\right)\\0&0&0&0\\0&0&0&0\\B'/\left(2B\right)&0&0&0\end{bmatrix}}\!\,.}

## Določitev funkcijA(r) inB(r) z enačbami polja
Za določitev funkcij {\displaystyle A\!\,} in {\displaystyle B\!\,} se uporabijo enačbe vakuumskega polja:
{\displaystyle R_{\alpha \beta }=\,0\!\,.}
Tako je:
{\displaystyle {\Gamma _{\beta \alpha ,\rho }^{\rho }}-\Gamma _{\rho \alpha ,\beta }^{\rho }+\Gamma _{\rho \lambda }^{\rho }\Gamma _{\beta \alpha }^{\lambda }-\Gamma _{\beta \lambda }^{\rho }\Gamma _{\rho \alpha }^{\lambda }=0\!\,,}
kjer je vejica uporabljena za ločitev indeksa, ki se uporablja za odvod. Riccijeva ukrivljenost je diagonalna v danih koordinatah:
{\displaystyle R_{tt}=-{\frac {1}{4}}{\frac {B'}{A}}\left({\frac {A'}{A}}-{\frac {B'}{B}}+{\frac {4}{r}}\right)-{\frac {1}{2}}\left({\frac {B'}{A}}\right)^{'}\!\,,}
{\displaystyle R_{rr}=-{\frac {1}{2}}\left({\frac {B'}{B}}\right)^{'}-{\frac {1}{4}}\left({\frac {B'}{B}}\right)^{2}+{\frac {1}{4}}{\frac {A'}{A}}\left({\frac {B'}{B}}+{\frac {4}{r}}\right)\!\,,}
{\displaystyle R_{\theta \theta }=1-\left({\frac {r}{A}}\right)^{'}-{\frac {r}{2A}}\left({\frac {A'}{A}}+{\frac {B'}{B}}\right)\!\,,}
{\displaystyle R_{\phi \phi }=R_{\theta \theta }\sin ^{2}\theta \!\,,}
kjer črtica pomeni {\displaystyle r\!\,}-ti odvod funkcij.
Samo tri enačbe polja so netrivialne (četrta enačba je samo za vrednost {\displaystyle \sin ^{2}\theta \!\,} večja od tretje enačbe) in ob poenostavitvi postanejo:
{\displaystyle 4A'B^{2}-2rB''AB+rA'B'B+rB'^{2}A=0\!\,,}
{\displaystyle -2rB''AB+rA'B'B+rB'^{2}A-4B'AB=0\!\,,}
{\displaystyle rA'B+2A^{2}B-2AB-rB'A=0\!\,.}
Če se odštejeta prva in druga enačba, sledi:
{\displaystyle A'B+AB'=0\Rightarrow A(r)B(r)=K\!\,,}
kjer je {\displaystyle K\!\,} neničelna realna konstanta. Če se {\displaystyle A(r)B(r)\,=K\!\,} vstavi v tretjo enačbo in preuredi, je:
{\displaystyle rA'=A(1-A)\!\,,}
ki ima splošno rešitev:
{\displaystyle A(r)=\left(1+{\frac {1}{Sr}}\right)^{-1}\!\,}
za poljubno neničelno realno konstanto {\displaystyle S\!\,}. Tako ima metrika za statično, sfernosimetrično vakuumsko rešitev obliko:
{\displaystyle \operatorname {d} s^{2}=\left(1+{\frac {1}{Sr}}\right)^{-1}\operatorname {d} r^{2}+r^{2}\operatorname {d} \Omega ^{2}+K\left(1+{\frac {1}{Sr}}\right)\operatorname {d} t^{2}\!\,.}
Upoštevati je treba, da je prostor-čas, ki ga predstavlja zgornja metrika, asimptotično raven, to je ko gre {\displaystyle r\rightarrow \infty \!\,}, se metrika približuje metriki Minkowskega in prostorskočasovna mnogoterost spominja na prostor Minkovskega.

## Uporaba približka šibkega polja za določitevKinS
Geodetka metrike (dobljene, kjer je {\displaystyle \operatorname {d} s\!\,} ekstremiran) se morajo v neki meji (npr. proti neskončni svetlobni hitrosti) skladati z rešitvami Newtonovega gibanja (npr. dobljene z Lagrangeevimi enačbami). (Metrika mora biti omejena tudi na prostor Minkowskega, ko masa, ki jo predstavlja, izgine.):
{\displaystyle 0=\delta \int {\frac {\operatorname {d} s}{\operatorname {d} t}}\operatorname {d} t=\delta \int ({\rm {KE}}+{\rm {PE}}_{g})\operatorname {d} t\!\,,}
kjer je {\displaystyle {\rm {KE}}\!\,} kinetična energija in {\displaystyle {\rm {PE}}_{g}\!\,} potencialna energija zaradi gravitacije. Konstanti {\displaystyle K\!\,} in {\displaystyle S\!\,} sta v celoti določeni s kakšno različico tega pristopa. Približek šibkega polja da rezultat:
{\displaystyle g_{44}=K\left(1+{\frac {1}{Sr}}\right)\approx -c^{2}+{\frac {2Gm}{r}}=-c^{2}\left(1-{\frac {2Gm}{c^{2}r}}\right)\!\,,}
kjer je {\displaystyle G\!\,} gravitacijska konstanta, {\displaystyle m\!\,} masa gravitacijskega vira in {\displaystyle c\!\,} hitrost svetlobe. Ugotovljeno je, da velja:
{\displaystyle K=\,-c^{2}\!\,} in {\displaystyle {\frac {1}{S}}=-{\frac {2Gm}{c^{2}}}\!\,.}
Zato velja:
{\displaystyle A(r)=\left(1-{\frac {2Gm}{c^{2}r}}\right)^{-1}\!\,} in {\displaystyle B(r)=-c^{2}\left(1-{\frac {2Gm}{c^{2}r}}\right)\!\,.}
Tako se lahko Schwarzschildova metrika končno zapiše v obliki:
{\displaystyle \operatorname {d} s^{2}=\left(1-{\frac {2Gm}{c^{2}r}}\right)^{-1}\operatorname {d} r^{2}+r^{2}\operatorname {d} \Omega ^{2}-c^{2}\left(1-{\frac {2Gm}{c^{2}r}}\right)\operatorname {d} t^{2}\!\,.}
Pri tem je:
{\displaystyle {\frac {2Gm}{c^{2}}}=r_{\rm {s}}\!\,}
definicija Schwarzschildovega polmera za telo z maso {\displaystyle m\!\,}. Če se postavi:
{\displaystyle \gamma _{\rm {s}}=1-{\frac {r_{\rm {s}}}{r}}\!\,,}
se lahko Schwarzschildova metrika zapiše v alternativni obliki:
{\displaystyle \operatorname {d} s^{2}={\frac {\operatorname {d} r^{2}}{\gamma _{\rm {s}}}}+r^{2}\operatorname {d} \Omega ^{2}-c^{2}\gamma _{\rm {s}}\operatorname {d} t^{2}\!\,,}
kar kaže, da metrika postane singularna, ko se približuje dogodkovnemu obzorju (to je pri {\displaystyle r\rightarrow r_{\rm {s}}\!\,}). Metrična singularnost ni fizična (čeprav obstaja resnična fizična singularnost pri {\displaystyle r=0\!\,}), kar se lahko pokaže z uporabo ustrezne koordinatne transformacije (npr. Kruskal-Szekeresov koordinatni sistem).

## Alternativna izpeljava z uporabo znane fizike v posebnih primerih
Schwarzschildovo metriko je mogoče izpeljati tudi z uporabo znane fizike za krožni tir in začasno stacionarno točkovno maso. Začne se z metriko s koeficientoma, ki sta neznana koeficienta koordinate {\displaystyle r\!\,}:
{\displaystyle -c^{2}=\left({\frac {\operatorname {d} s}{\operatorname {d} \tau }}\right)^{2}=A(r)\left({\frac {\operatorname {d} r}{\operatorname {d} \tau }}\right)^{2}+r^{2}\left({\frac {\operatorname {d} \phi }{\operatorname {d} \tau }}\right)^{2}+B(r)\left({\frac {\operatorname {d} t}{\operatorname {d} \tau }}\right)^{2}\!\,.}
Sedaj se uporabi Euler-Lagrangeevo enačbo za integral dolžine loka {\displaystyle {J=\int _{\tau _{1}}^{\tau _{2}}{\sqrt {-\left(\operatorname {d} s/\operatorname {d} \tau \right)^{2}}}\,\operatorname {d} \tau }\!\,}. Ker je {\displaystyle \operatorname {d} s/\operatorname {d} \tau \!\,} konstanta, se lahko integrand zamenja z {\displaystyle (\operatorname {d} s/\operatorname {d} \tau )^{2}\!\,}, saj je Euler-Lagrangeeva enačba popolnoma enaka, če se integrand pomnoži s poljubno konstanto. Uporaba Euler-Lagrangeeve enačbe za {\displaystyle J\!\,} s spremenjenim integrandom daje:
{\displaystyle {\begin{array}{lcl}A'(r){\dot {r}}^{2}+2r{\dot {\phi }}^{2}+B'(r){\dot {t}}^{2}&=&2A'(r){\dot {r}}^{2}+2A(r){\ddot {r}}\\0&=&2r{\dot {r}}{\dot {\phi }}+r^{2}{\ddot {\phi }}\\0&=&B'(r){\dot {r}}{\dot {t}}+B(r){\ddot {t}}\end{array}}\!\,,}
kjer pika označuje časovni odvod glede na {\displaystyle \tau \!\,}.
Na krožnem tiru velja {\displaystyle {\dot {r}}={\ddot {r}}=0\!\,}, tako da je zgornja prva Euler-Lagrangeeva enačba enakovredna:
{\displaystyle 2r{\dot {\phi }}^{2}+B'(r){\dot {t}}^{2}=0\Leftrightarrow B'(r)=-2r{\dot {\phi }}^{2}/{\dot {t}}^{2}=-2r(\operatorname {d} \phi /\operatorname {d} t)^{2}\!\,.}
Tretji Keplerjev zakon je:
{\displaystyle {\frac {T^{2}}{r^{3}}}={\frac {4\pi ^{2}}{G(M+m)}}\!\,.}
Na krožnem tiru je orbitalna perioda {\displaystyle T\!\,} enaka {\displaystyle 2\pi /(\operatorname {d} \phi /\operatorname {d} t)\!\,,} kar da:
{\displaystyle \left({\frac {\operatorname {d} \phi }{\operatorname {d} t}}\right)^{2}={\frac {GM}{r^{3}}}\!\,,}
ker je točkovna masa {\displaystyle m\!\,} zanemarljiva v primerjavi z maso osrednjega telesa {\displaystyle M\!\,}. Tako je  {\displaystyle B'(r)=-2GM/r^{2}\!\,} in integracija tega daje {\displaystyle B(r)=2GM/r+C\!\,}, kjer je {\displaystyle C\!\,} neznana konstanta integracije. {\displaystyle C\!\,} je mogoče določiti z nastavitvijo {\displaystyle M=0\!\,}, ko je prostor-čas raven in {\displaystyle B(r)=-c^{2}\!\,}. Tako je {\displaystyle C=-c^{2}\!\,} in:
{\displaystyle B(r)={\frac {2GM}{r}}-c^{2}=c^{2}\left({\frac {2GM}{c^{2}}}r-1\right)=c^{2}\left({\frac {r_{\rm {s}}}{r}}-1\right)\!\,.}
Ko točkovna masa začasno miruje, je {\displaystyle {\dot {r}}=0\!\,} in {\displaystyle {\dot {\phi }}=0\!\,}. Izvirna metrična enačba postane {\displaystyle {\dot {t}}^{2}=-c^{2}/B(r)\!\,} in prva Euler-Lagrangeeva enačba zgoraj postane {\displaystyle A(r)=B'(r){\dot {t}}^{2}/(2{\ddot {r}})\!\,}. Ko točkovna masa začasno miruje, je {\displaystyle {\ddot {r}}\!\,} gravitacijski pospešek {\displaystyle -MG/r^{2}\!\,}. Tako je:
{\displaystyle A(r)=\left({\frac {-2MG}{r^{2}}}\right)\left({\frac {-c^{2}}{2MG/r-c^{2}}}\right)\left(-{\frac {r^{2}}{2MG}}\right)={\frac {1}{1-2MG/(rc^{2})}}={\frac {1}{1-r_{\rm {s}}/r}}={\frac {1}{\gamma _{\rm {s}}}}\!\,.}

## Alternativna oblika v izotropnih koordinatah
Izvirna formulacija metrike uporablja anizotropne koordinate, v katerih hitrost svetlobe ni enaka v radialni in prečni smeri. Arthur Stanley Eddington je podal alternativne oblike v izotropnih koordinatah. Za izotropne sferne koordinate {\displaystyle r_{1}\!\,}, {\displaystyle \theta \!\,} in {\displaystyle \phi \!\,} sta koordinati {\displaystyle \theta \!\,} in {\displaystyle \phi \!\,} nespremenjeni. Tako pri {\displaystyle r\geq {\frac {2Gm}{c^{2}}}\!\,} velja:
{\displaystyle r=r_{1}\left(1+{\frac {Gm}{2c^{2}r_{1}}}\right)^{2}\!\,},       {\displaystyle \operatorname {d} r=\operatorname {d} r_{1}\left(1-{\frac {(Gm)^{2}}{4c^{4}r_{1}^{2}}}\right)\!\,}       in
{\displaystyle \left(1-{\frac {2Gm}{c^{2}r}}\right)=\left(1-{\frac {Gm}{2c^{2}r_{1}}}\right)^{2}/\left(1+{\frac {Gm}{2c^{2}r_{1}}}\right)^{2}\!\,.}
Tako ima za izotropične pravokotne koordinate {\displaystyle x\!\,}, {\displaystyle y\!\,}, {\displaystyle z\!\,}:
{\displaystyle x=r_{1}\,\sin \theta \,\cos \phi ,\qquad y=r_{1}\,\sin \theta \,\sin \phi ,\qquad z=r_{1}\,\cos \theta \!\,}
metrika v izotropičnih pravokotnih koordinatah obliko:
{\displaystyle \operatorname {d} s^{2}=\left(1+{\frac {Gm}{2c^{2}r_{1}}}\right)^{4}(\operatorname {d} x^{2}+\operatorname {d} y^{2}+\operatorname {d} z^{2})-c^{2}\operatorname {d} t^{2}\left(1-{\frac {Gm}{2c^{2}r_{1}}}\right)^{2}/\left(1+{\frac {Gm}{2c^{2}r_{1}}}\right)^{2}\!\,.}

## Opustitev statičnega privzetka – Birkhoffov izrek
Pri izpeljavi Schwarzschildove metrike se je predpostavilo, da je metrika vakuumska, sfernosimetrična in statična. Statični privzetek je nepotreben, saj Birkhoffov izrek pravi, da je vsaka sfernosimetrična vakuumska rešitev Einsteinovih enačb polja stacionarna – tako sledi Schwarzschildova rešitev. Birkhoffov izrek ima za posledico, da vsaka pulzirajoča zvezda, ki ostane sfernosimetrična, ne ustvarja gravitacijskega valovanja, saj območje zunaj zvezde ostaja statično.